# Wale Ayeni
Wale Ayeni est un entrepreneur nigérian, également chef régional. Il dirige Africa Venture Capital (Afrique du capital-risque), une société financière internationale,,, dont le groupe bancaire de dimension mondiale fournit des modèles économiques adaptés aux marchés émergents et de nouvelles technologies.
Wale Ayeni a également été cadre financier à JP Morgan Technology Investment Banking Group à San Francisco dans ce cadre, il a pu réaliser plus de 12 milliards de dollars de transactions fermées dont des acquisitions pour des sociétés américaines telles que Facebook, Intel Corp, Activision et Electronic Arts,.

## Éducation
L'entrepreneur a fréquenté l'Institut de génie énergétique de Moscou, il est titulaire d'un baccalauréat en génie électrique, obtenu avec les honneurs de première classe. Il a continué ses études à l'université de Maryland College Park, avec l'obtention d'une maîtrise ès sciences en génie électrique et électronique, puis un autre diplôme au Dartmouth College,.

## Carrière
Ayeni a commencé sa carrière en tant qu'ingénieur au sein de la société de technologie américaine Intel Corp. Puis il a rejoint IFC venture Capital en 2016 avant de travailler chez Qualcomm sur les versions des chipsets « Snapdragon ». On considère qu'il a joué un rôle très important, voire fondamental dans le développement des smartphones. Ce n'est qu'ensuite qu'il a développé des activités dans la finance. Il est en effet, entré dans le groupe bancaire JP Morgan à San Francisco et particulièrement dans la division d’investissements technologiques. Il a ainsi pu réaliser ses 12 milliards de dollars de transaction.